# Jos Geysels
 (décembre 2019).
Si vous disposez d'ouvrages ou d'articles de référence ou si vous connaissez des sites web de qualité traitant du thème abordé ici, merci de compléter l'article en donnant les références utiles à sa vérifiabilité et en les liant à la section « Notes et références ».
Josephus Elisabeth A.M. (Jos) Geysels, né le 20 septembre 1952 à Turnhout, est un homme politique flamand. Il fut secrétaire politique du parti écologique flamand Groen!, dans ce cadre il ébauche et propose le principe de cordon sanitaire politique. Depuis le 20 juin 2007, il est président de 11.11.11, la coupole des ONG flamandes.
Geysels a étudié la sociologie à l'université d'Anvers.
Le 28 janvier 2002 il fut nommé ministre d'État.

## Carrière politique
- 1987-1995 député fédéral belge[1]
- 1995-2003 député au parlement flamand